# Calosota cecidobius
Calosota cecidobius is een vliesvleugelig insect uit de familie Eupelmidae. De wetenschappelijke naam is voor het eerst geldig gepubliceerd in 1910 door Kieffer.